# 上総亀山駅
上総亀山駅（かずさかめやまえき）は、千葉県君津市藤林にある、東日本旅客鉄道（JR東日本）久留里線の駅で、同線の終着駅である。

## 歴史
- 1936年（昭和11年）3月25日：鉄道省久留里線の終着駅として開設[1]。
- 1944年（昭和19年）12月16日：休止[1]。
- 1947年（昭和22年）4月1日：営業再開[1]。
- 1974年（昭和49年）10月1日：貨物取扱廃止[2]。
- 1984年（昭和59年）2月1日：荷物扱い廃止[2]。
- 1987年（昭和62年）4月1日：国鉄分割民営化に伴い、東日本旅客鉄道（JR東日本）の駅となる[2]。
- 1997年（平成9年）2月18日：当駅に設置されていた腕木式信号機が色灯式信号機に転換される[3]。
- 2009年（平成21年）3月14日：東京近郊区間に編入される[4]。
- 2012年（平成24年）3月17日：久留里線の特殊自動閉塞化に伴い、終日無人駅化[5][6]。配線を1面1線に変更。旧1番線と留置線が廃止され、旧2番線が1番線となる[7]。

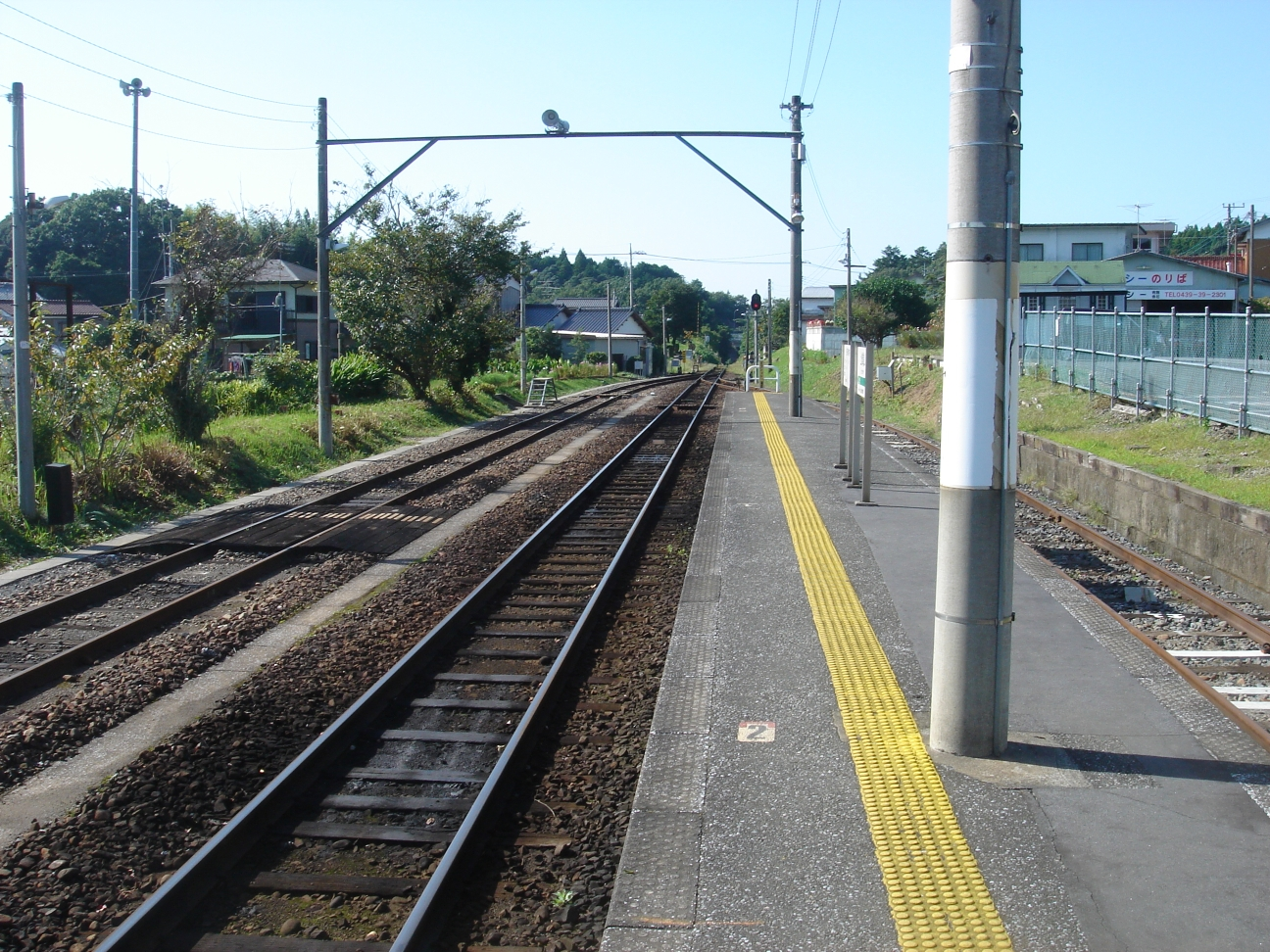
棒線化前のホーム（2009年9月）

## 駅構造
単式ホーム1面1線を有する地上駅。かつては1面2線で、構内の行止まり付近には引上線を1本有していたが、現在は分岐器が撤去され棒線化している。木造駅舎を有する。
2012年3月17日より当駅は久留里駅管理の無人駅となり、乗車駅証明書発行機が設置された。トイレは駅舎の外に設置されており、男女別の水洗式で、バリアフリー対応トイレもある。

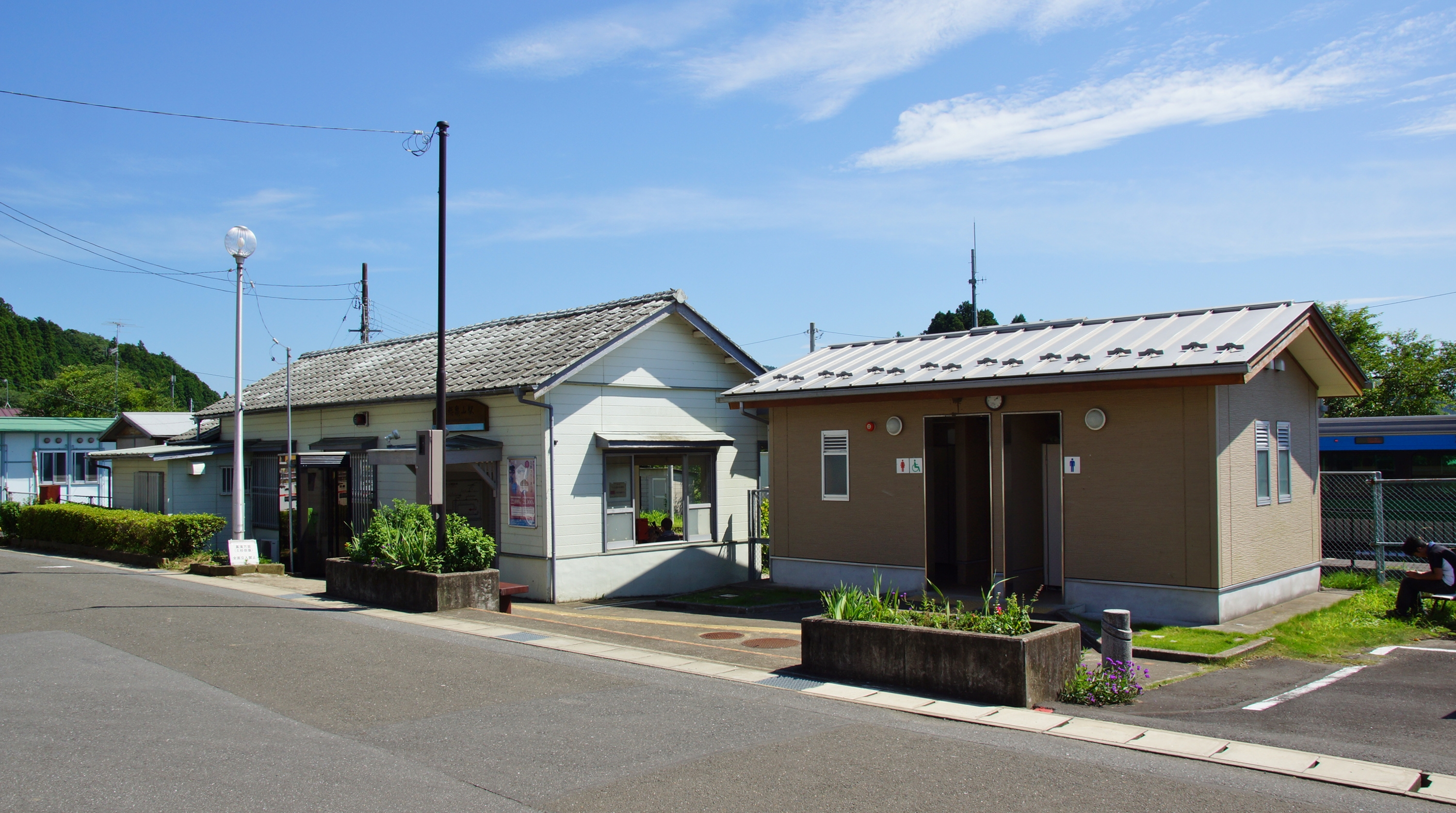
駅舎と化粧室（2015年7月）
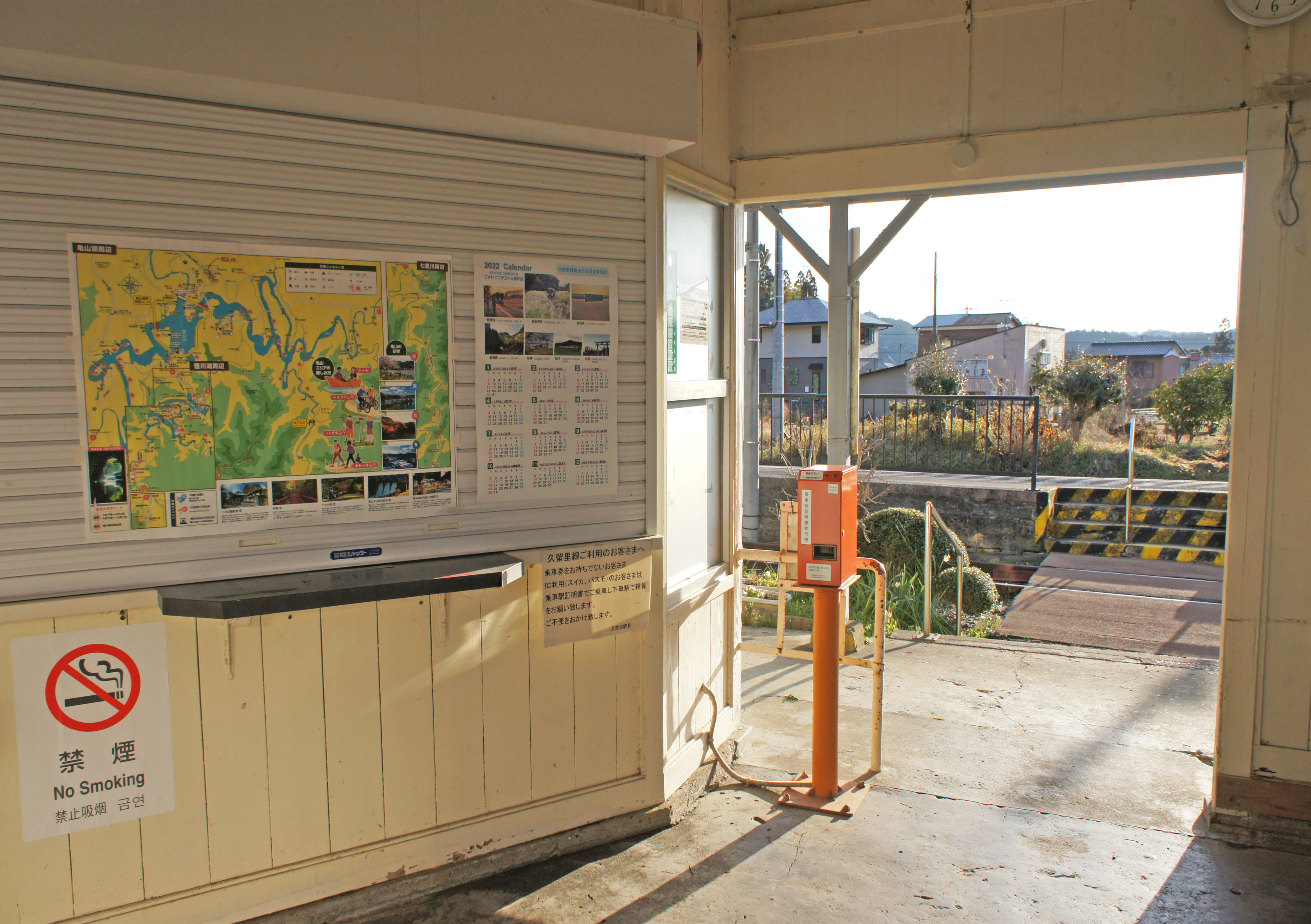
改札口（2022年1月）

### のりば
| 番線 | 路線      | 方向 | 行先       |
| ---- | --------- | ---- | ---------- |
| 1    | ■久留里線 | 上り | 木更津方面 |

（出典：JR東日本:駅構内図）
- 夜間滞泊が1本設定されている。22時に到着した列車が翌朝6時の始発列車となる。かつては3本滞泊していたが、棒線化に伴い2本は久留里駅での滞泊に変更された。
- ホームは2両編成まで対応する。このため3両編成以上の列車は、進行方向前寄り2両のみ扉扱いし3両目以降はドアカットされる。
- 当初は、木原線（現・いすみ鉄道いすみ線）と繋げて、房総東線（現：外房線）の大原駅までを結ぶ計画があったが実現せず、当駅が久留里線の終着駅となっている。

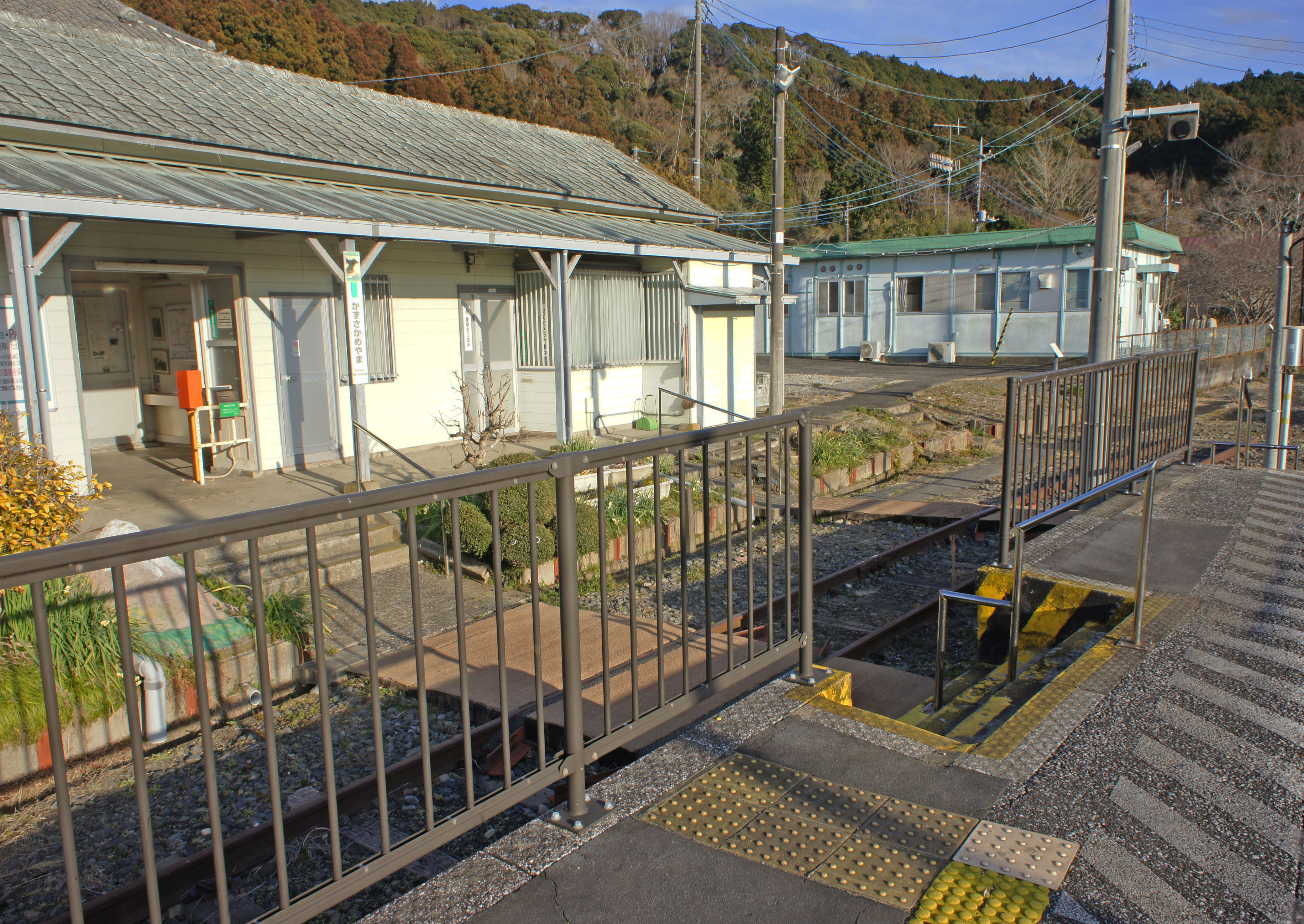
構内踏切（2022年1月）
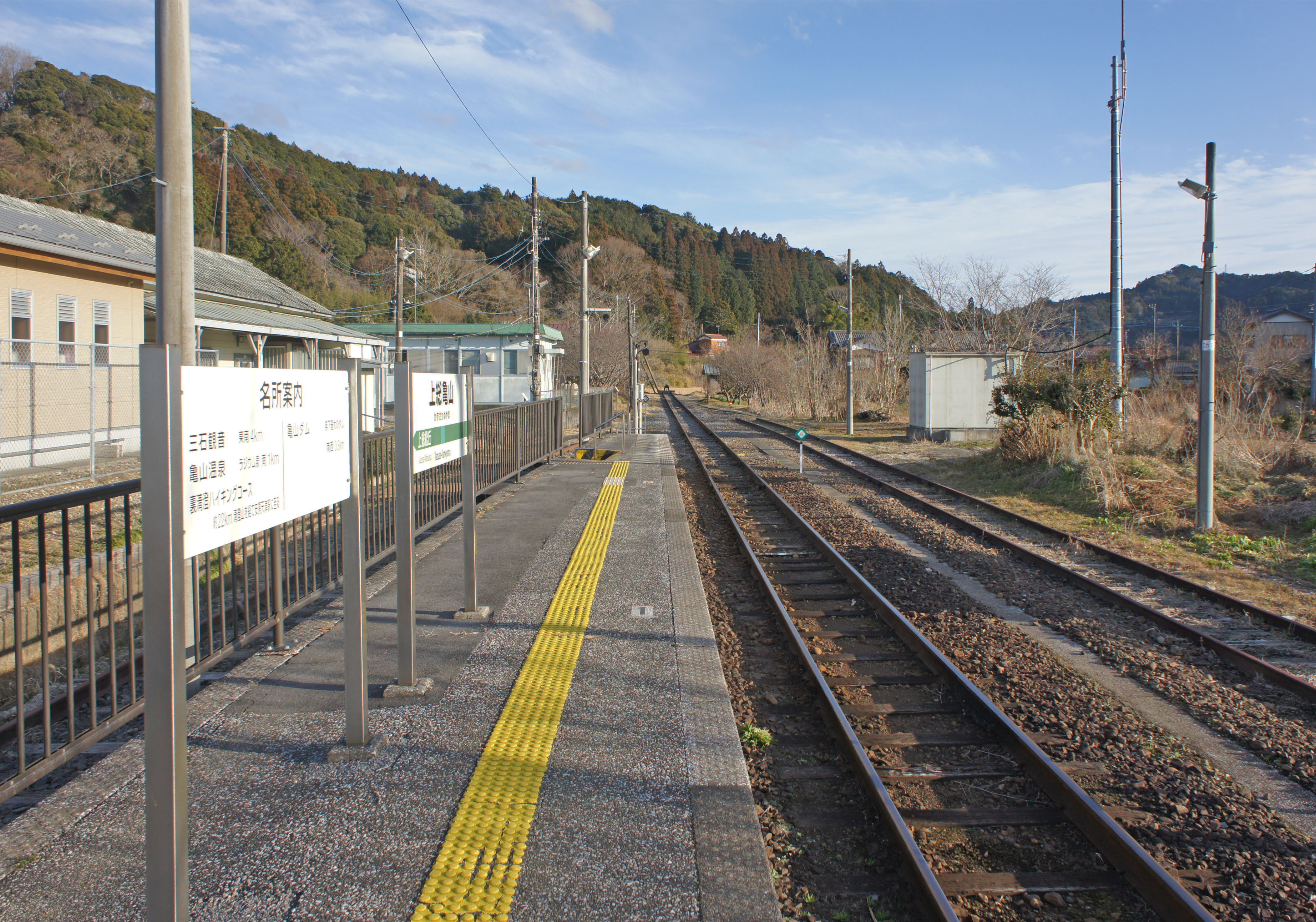
駅ホーム（2022年1月）
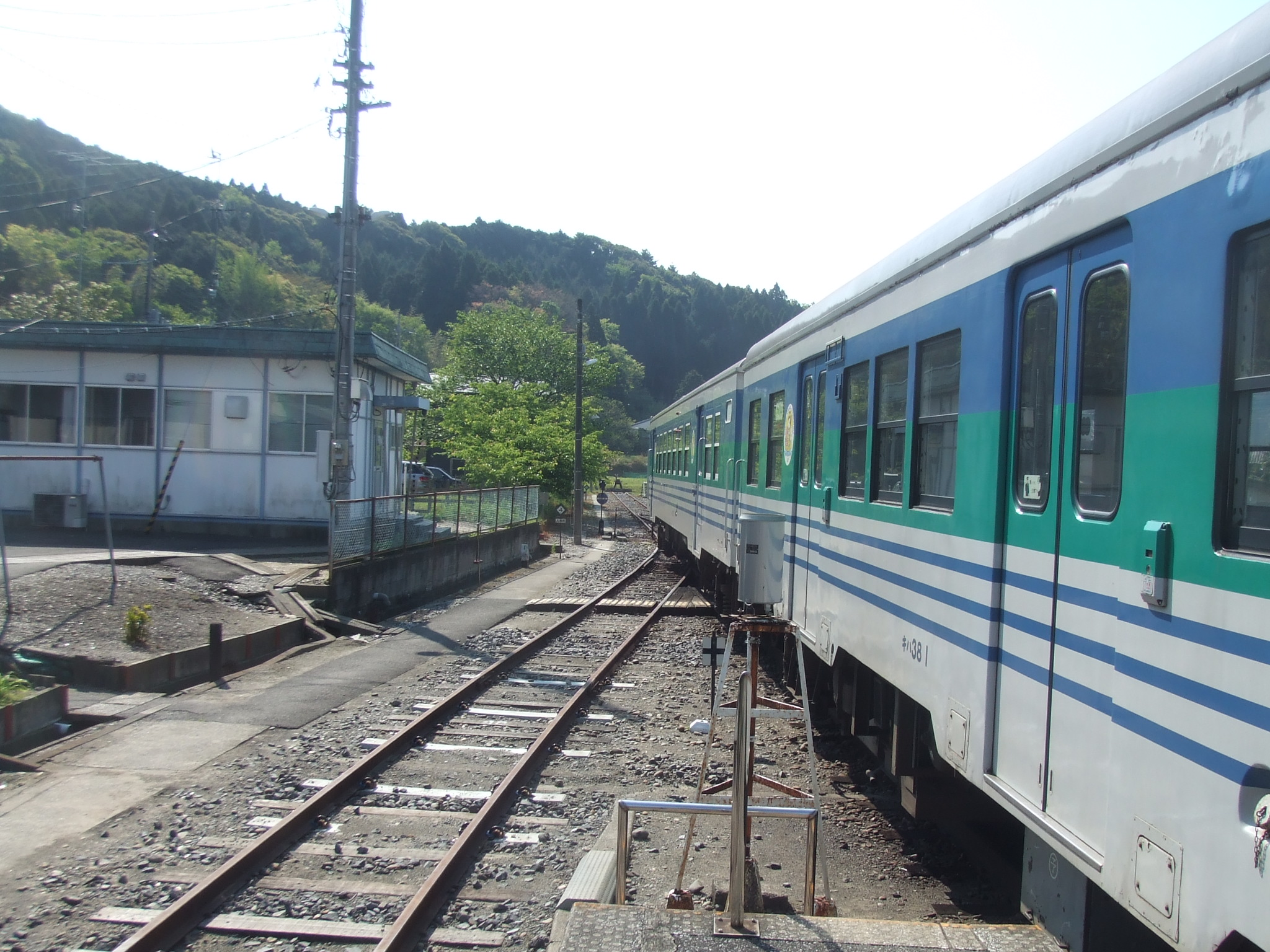
終端部と引き上げ線、3両目以降はドアカット（2009年4月）
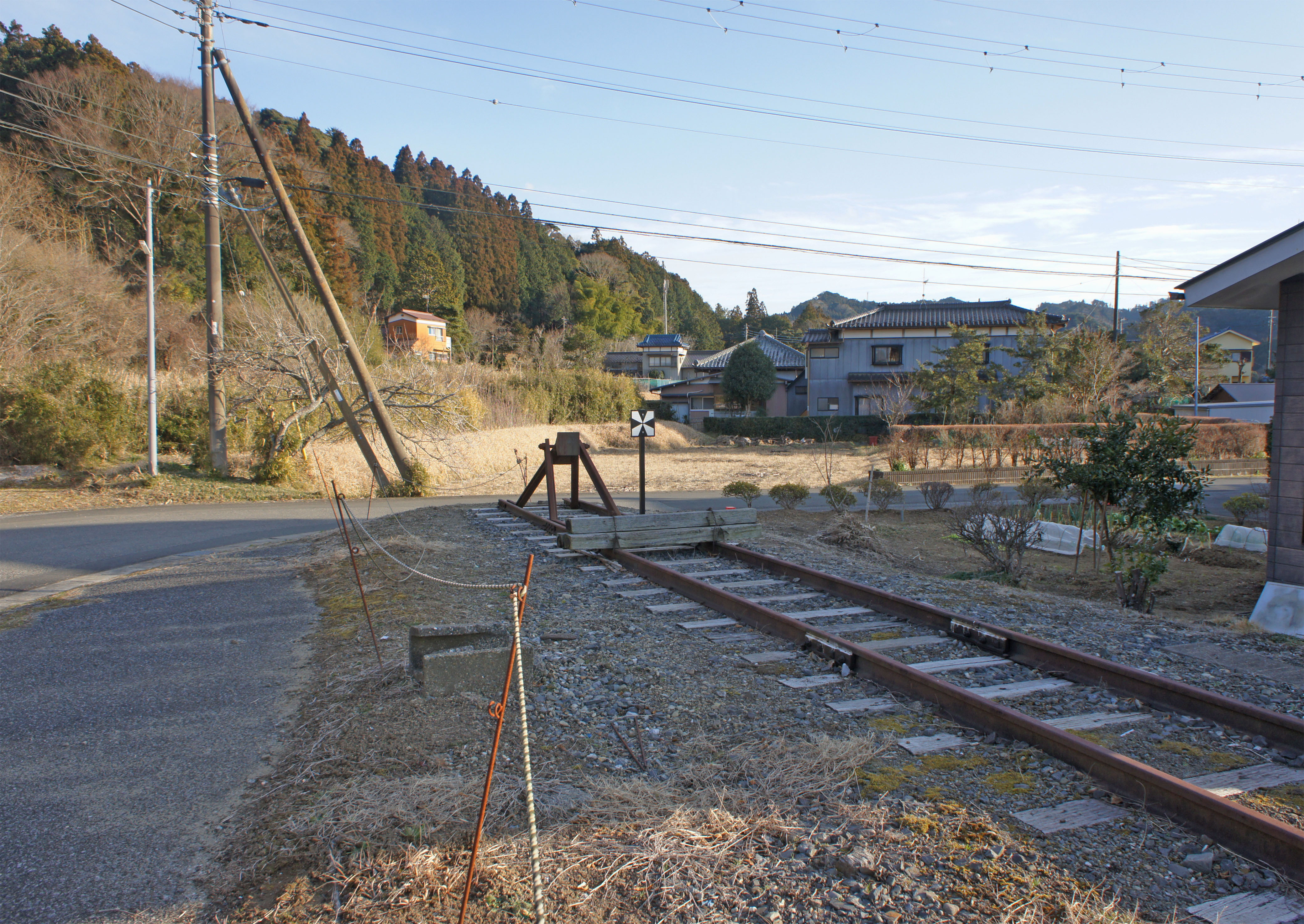
車止め（2022年1月）
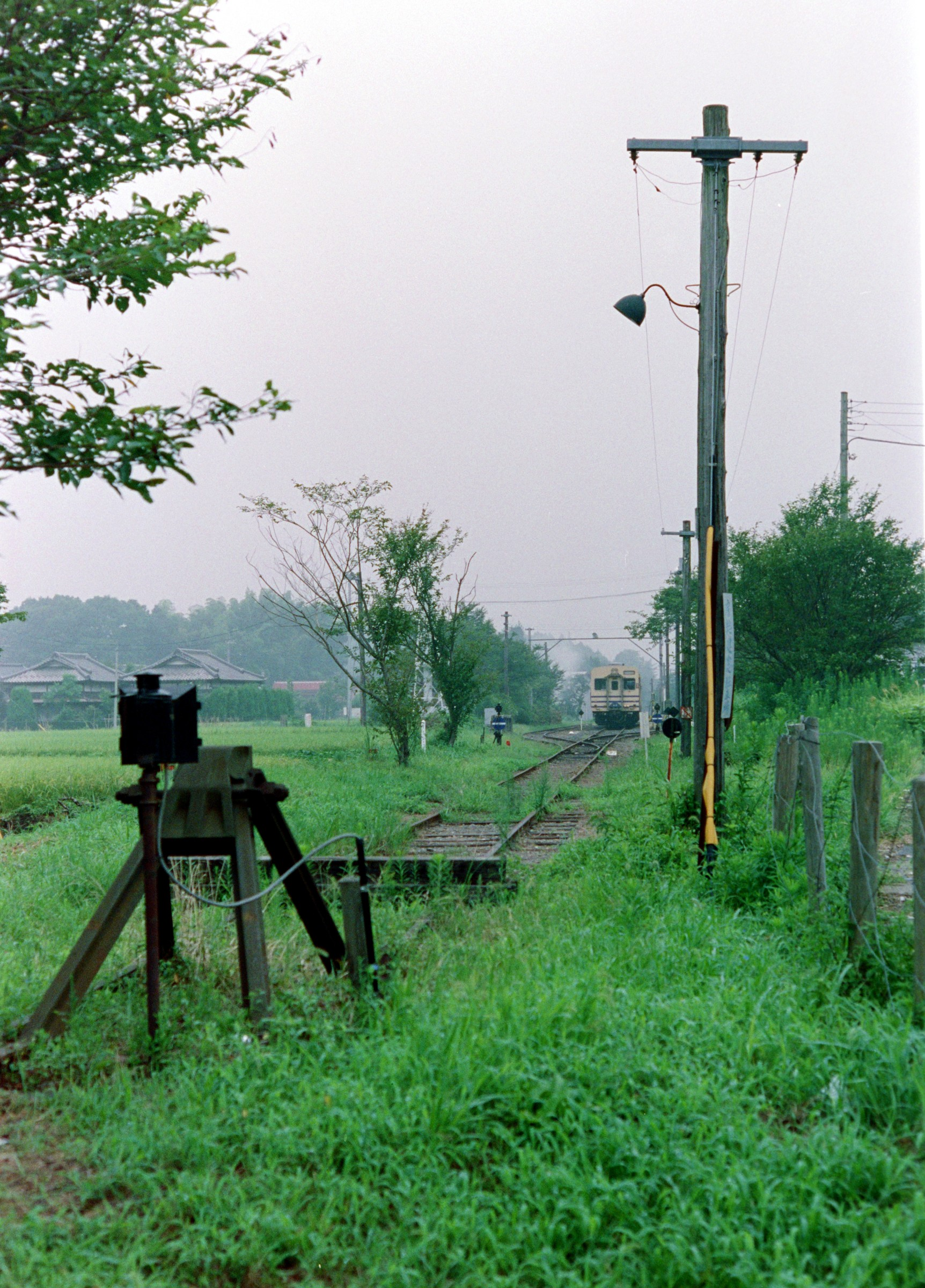
車止め（1990年8月）
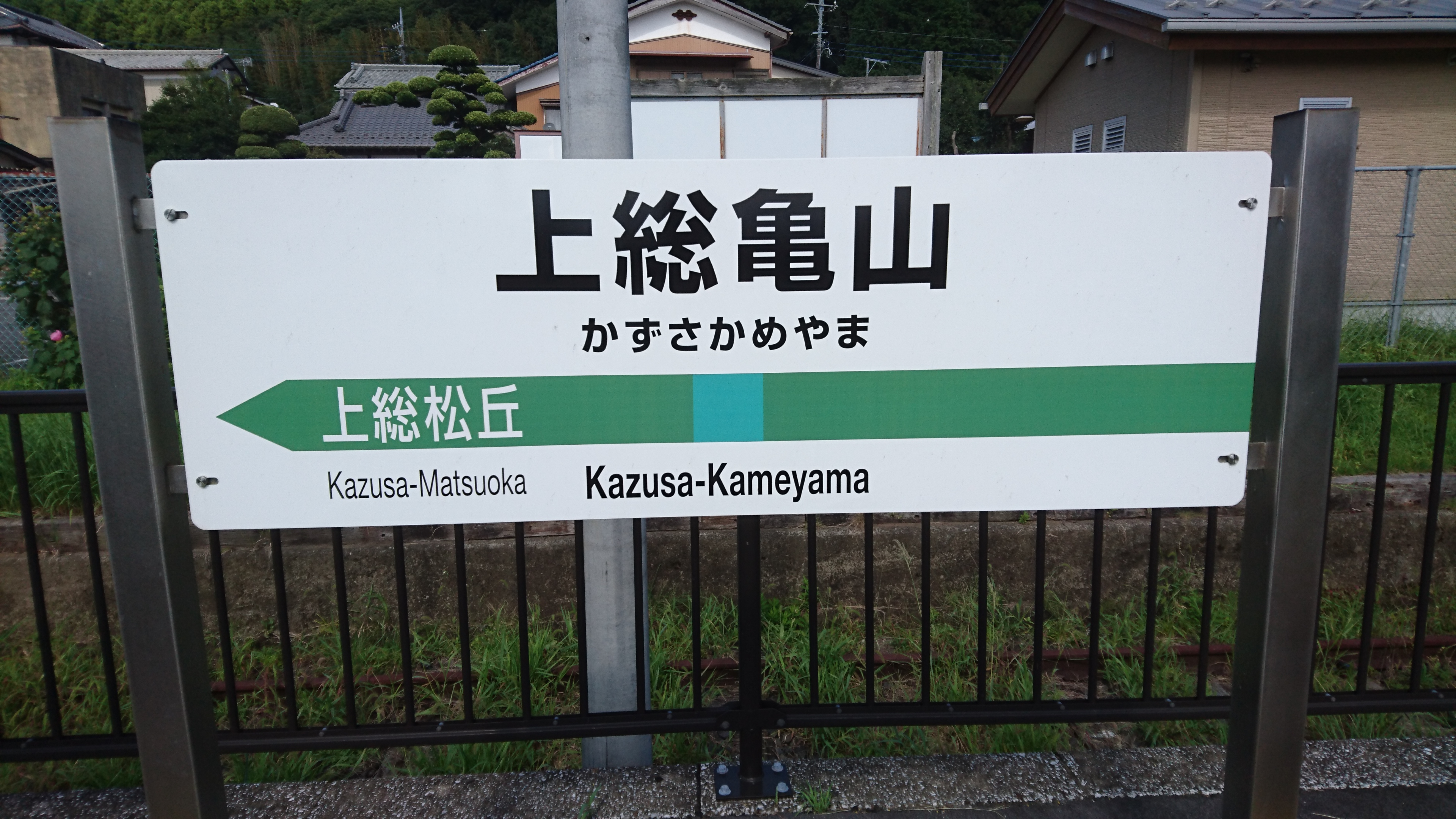
駅名標（2016年9月）

## 利用状況
2010年度の1日平均乗車人員は90人であった。
JR東日本及び千葉県統計年鑑によると、2010年の1日平均乗車人員の推移は以下の通りであった。
| 年度               | 1日平均 乗車人員 | 出典     |
| ------------------ | ---------------- | -------- |
| 1990年（平成02年） | 260              | [ * 1 ]  |
| 1991年（平成03年） | 261              | [ * 2 ]  |
| 1992年（平成04年） | 237              | [ * 3 ]  |
| 1993年（平成05年） | 253              | [ * 4 ]  |
| 1994年（平成06年） | 255              | [ * 5 ]  |
| 1995年（平成07年） | 236              | [ * 6 ]  |
| 1996年（平成08年） | 216              | [ * 7 ]  |
| 1997年（平成09年） | 186              | [ * 8 ]  |
| 1998年（平成10年） | 178              | [ * 9 ]  |
| 1999年（平成11年） | 174              | [ * 10 ] |
| 2000年（平成12年） | 175              | [ * 11 ] |
| 2001年（平成13年） | 168              | [ * 12 ] |
| 2002年（平成14年） | 149              | [ * 13 ] |
| 2003年（平成15年） | 139              | [ * 14 ] |
| 2004年（平成16年） | 133              | [ * 15 ] |
| 2005年（平成17年） | 127              | [ * 16 ] |
| 2006年（平成18年） | 129              | [ * 17 ] |
| 2007年（平成19年） | 126              | [ * 18 ] |
| 2008年（平成20年） | 118              | [ * 19 ] |
| 2009年（平成21年） | 102              | [ * 20 ] |
| 2010年（平成22年） | 90               | [ * 21 ] |

## 駅周辺

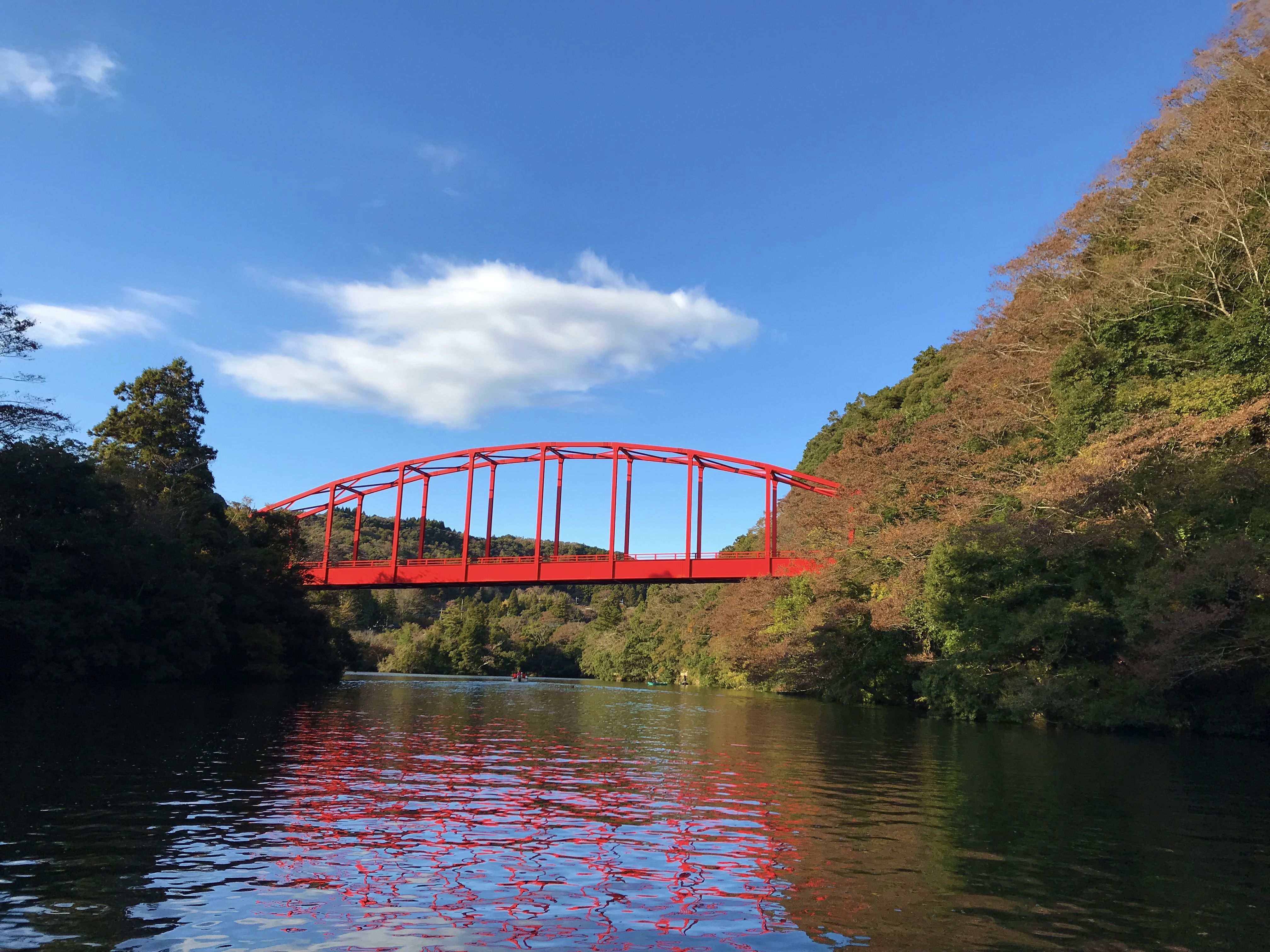
亀山湖（亀山ダム）

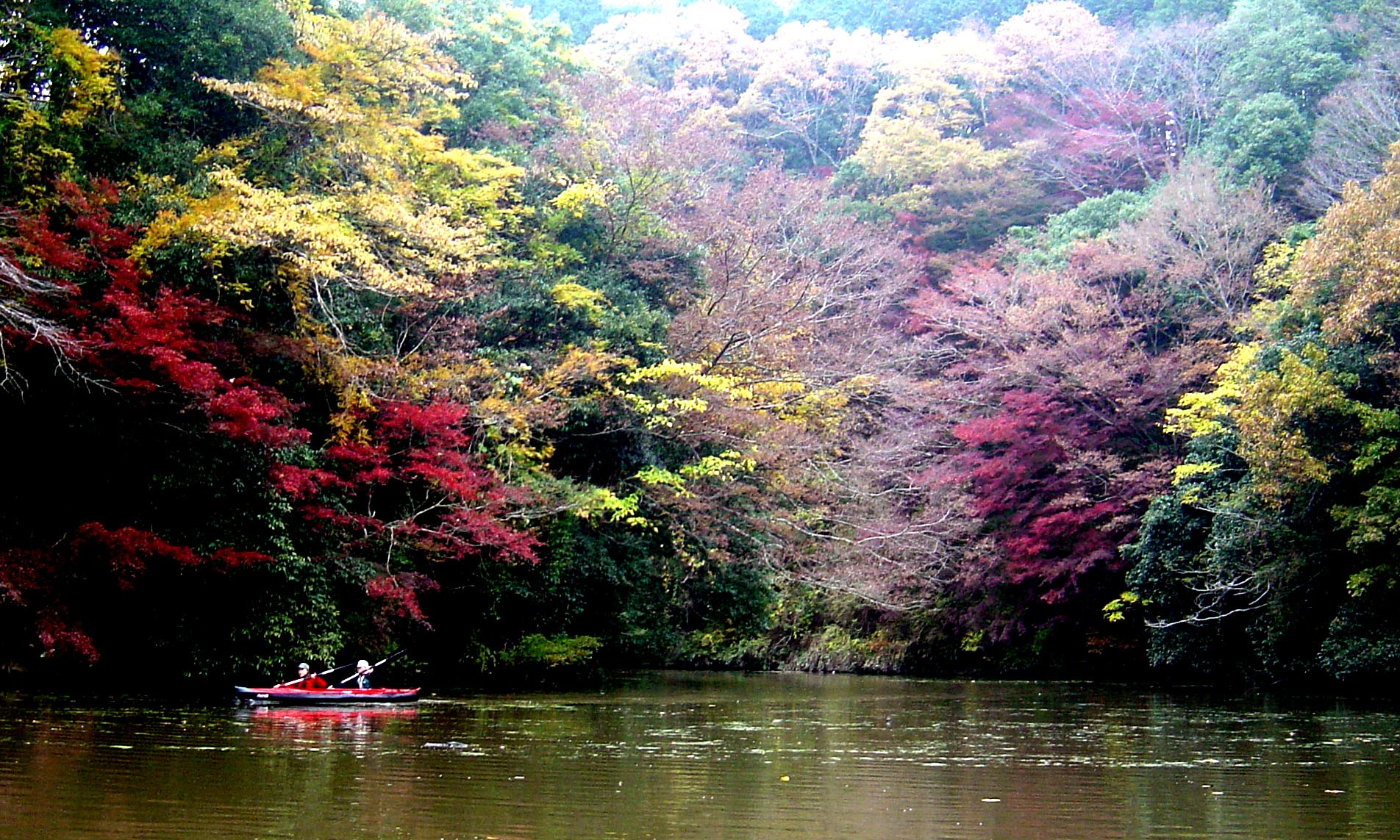
折木沢の紅葉

亀山湖を中心とした行楽地（紅葉等）となっており、中小商店、宿泊施設（亀山温泉）、キャンプ場、レンタルボート店等が点在する。
- 国道465号
- 千葉県道24号千葉鴨川線
- 亀山観光案内所
- 亀山郵便局
- 榎本医院
- JAきみつ亀山支店
- 小櫃川
- 亀山湖（亀山ダム[9]）
  - 折木沢（ボートなどでアクセス）
- 亀山温泉
  - 亀山温泉ホテル
  - ホテル亀山城
  - ペンションかめやま園
  - 嵯峨和旅館
- 亀田屋商店
- 千葉県立君津亀山少年自然の家
- 三石山観音寺
- 亀山湖カントリークラブ

## バス路線およびデマンドタクシー
- 2007年（平成19年）9月30日までは、鴨川日東バスが、黄和田線（亀山駅 - 黄和田車庫）・亀山線（亀山駅 - 安房鴨川駅）を運行していたが廃止され、コミュニティバスが運行されたが、2012年10月より、事前予約制の君津市デマンドタクシー「きみぴょん号」に変更された。
- 当駅から徒歩数分の国道465号上に「亀山・藤林大橋」バス停があり、高速バスカピーナ号（千葉駅 - 安房鴨川駅・亀田病院）が停車する[10]。

## 隣の駅
東日本旅客鉄道（JR東日本）
■久留里線
上総松丘駅 - 上総亀山駅

### 記事本文
1. 1 2 3 4  曽根悟（監修） 著、朝日新聞出版分冊百科編集部 編『週刊 歴史でめぐる鉄道全路線 国鉄・JR』 31号 内房線・外房線・久留里線、朝日新聞出版〈週刊朝日百科〉、2010年2月21日、26頁。
2. 1 2 3  石野哲（編）『停車場変遷大事典 国鉄・JR編 Ⅱ』JTB、1998年、629頁。ISBN 978-4-533-02980-6。
3. ↑  大曽根達「久留里線から腕木式信号機、消える」『鉄道ファン』第37巻第7号（通巻435号）、交友社、1997年7月1日、171頁。
4. ↑  『Suicaをご利用いただけるエリアが広がります。』（PDF）（プレスリリース）東日本旅客鉄道、2008年12月22日。オリジナルの2020年5月25日時点におけるアーカイブ。2020年5月25日閲覧。
5. ↑  『久留里線「上総亀山駅」の窓口業務終了（無人化）について』（PDF）（プレスリリース）東日本旅客鉄道千葉支社、2012年3月7日。オリジナルの2012年12月24日時点におけるアーカイブ。2020年1月28日閲覧。
6. ↑  “上総亀山駅を無人化 「タブレット式」廃止に伴い JR久留里線”. 千葉日報. (2012年3月9日).  オリジナルの2020年7月20日時点におけるアーカイブ。 2020年7月20日閲覧。
7. ↑  日刊動労千葉 2011年12月28日 第7245号
8. ↑  “時刻表 上総亀山駅”.   東日本旅客鉄道. 2019年8月18日閲覧。
9. ↑  “上総亀山駅（君津市） ダムのある小終着駅”. 千葉日報 (千葉日報社):  pp. 8. (1994年3月25日)
10. ↑  “千葉～鴨川線”.   千葉中央バス. 2019年7月15日閲覧。

### 利用状況
1. ↑  千葉県統計年鑑 - 千葉県

JR東日本の2000年度以降の乗車人員
1. ↑  各駅の乗車人員（2000年度） - JR東日本
2. ↑  各駅の乗車人員（2001年度） - JR東日本
3. ↑  各駅の乗車人員（2002年度） - JR東日本
4. ↑  各駅の乗車人員（2003年度） - JR東日本
5. ↑  各駅の乗車人員（2004年度） - JR東日本
6. ↑  各駅の乗車人員（2005年度） - JR東日本
7. ↑  各駅の乗車人員（2006年度） - JR東日本
8. ↑  各駅の乗車人員（2007年度） - JR東日本
9. ↑  各駅の乗車人員（2008年度） - JR東日本
10. ↑  各駅の乗車人員（2009年度） - JR東日本
11. ↑  各駅の乗車人員（2010年度） - JR東日本

千葉県統計年鑑
1. ↑  千葉県統計年鑑（平成3年）
2. ↑  千葉県統計年鑑（平成4年）
3. ↑  千葉県統計年鑑（平成5年）
4. ↑  千葉県統計年鑑（平成6年）
5. ↑  千葉県統計年鑑（平成7年）
6. ↑  千葉県統計年鑑（平成8年）
7. ↑  千葉県統計年鑑（平成9年）
8. ↑  千葉県統計年鑑（平成10年）
9. ↑  千葉県統計年鑑（平成11年）
10. ↑  千葉県統計年鑑（平成12年）
11. ↑  千葉県統計年鑑（平成13年）
12. ↑  千葉県統計年鑑（平成14年）
13. ↑  千葉県統計年鑑（平成15年）
14. ↑  千葉県統計年鑑（平成16年）
15. ↑  千葉県統計年鑑（平成17年）
16. ↑  千葉県統計年鑑（平成18年）
17. ↑  千葉県統計年鑑（平成19年）
18. ↑  千葉県統計年鑑（平成20年）
19. ↑  千葉県統計年鑑（平成21年）
20. ↑  千葉県統計年鑑（平成22年）
21. ↑  千葉県統計年鑑（平成23年）